# Bichleralmbach
Der Bichleralmbach ist ein Bach in der Gemeinde St. Veit in Defereggen (Bezirk Lienz). Der Bach entspringt bei der Bichleralm in den Villgratner Bergen und mündet östlich der Ortschaft  Plon in die Schwarzach.

## Verlauf
Der Bichleralmbach entspringt im Bereich des Südteils der Bichleralm zwischen Penzenkopf im Norden, Röte im Südwesten, Gagenhöhe im Süden und Zeigerle im Südosten. Westlich befinden sich der Kleinitzer Almbach und der Laschkitzenbach, östlich der Zwenewaldbach. Von seinem Quellgebiet aus fließt der Bichleralmbach nach Nordosten, wo er unterhalb der nördlich gelegenen Hütten der Bichleralm vorbeifleit und danach in rund 1780 Metern Seehöhe die Waldgrenze erreicht. Nach rund 400 Metern Fließstrecke erreicht der Bichleralm geschlossene Waldbereiche, durch die er dem Defereggental zustrebt. Der Bichleralmbach überwindet im Unterlauf zwei Wasserfälle und tritt gegenüber der Ortschaft Plon in das Defereggental ein. Er mündet jedoch nicht sofort in die Schwarzach, sondern fließt rund 800 Meter entlang der Schwarzach nach Osten, um danach in diese zu münden.